# Андрушевські
Андрушевські (пол. Andruszewscy, рос. Андрушевские) — дворянський рід.

## Походження
Нащадки Миколи Андрушевського (XVIII ст.)
Рід внесений в II частину родовідної книги Чернігівської губернії.

## Опис герба
В зеленому поле подвійная стріла, супроводжена знизу трьома лініями, донизу менше.
Щит увінчаний дворянським шоломом і короною. Нашоломник: три страусиних пера. Намет на щиті зелений, підкладений сріблом.